# アントニオ・レボ・レボ
アントニオ・レボ・レボ（António Lebo Lebo、1977年5月29日 - ）は、アンゴラの元サッカー選手。元アンゴラ代表。ポジションはディフェンダー。

## 来歴
2004年9月にアンゴラ代表デビュー。アフリカネイションズカップ2006にも出場した。2006 FIFAワールドカップではメンバーに選ばれたが出場機会は無かった。2006年までに通算17試合に出場した。

## 代表歴

### 出場大会
- アンゴラ代表
  - 2006 FIFAワールドカップ

### 試合数
- 国際Aマッチ 17試合 0得点（2004年-2006年）[1]

| アンゴラ代表 | 国際Aマッチ | 国際Aマッチ |
| 年           | 出場        | 得点        |
| ------------ | ----------- | ----------- |
| 2004         | 3           | 0           |
| 2005         | 6           | 0           |
| 2006         | 8           | 0           |
| 通算         | 17          | 0           |